# BRIT Awards 1993
La XIII edizione dei BRIT Awards si tenne nel 1993 presso il Alexandra Palace. Lo show venne condotto da Richard O'Brien.

## Vincitori
- Miglior produttore britannico: Peter Gabriel
- miglior artista solista internazionale: Tafkap (conosciuto come Prince)
- miglior colonna sonora: "Fusi di testa - Wayne's World"
- Miglior album britannico: Annie Lennox: "Diva"
- Rivelazione britannica: Tasmin Archer
- Cantante femminile britannica – Annie Lennox
- Gruppo britannico: Simply Red
- Cantante maschile britannico: Mick Hucknall
- Singolo britannico: Take That - "Could It Be Magic"
- British video: Shakespear's Sister - "Stay"
- Rivelazione internazionale: Nirvana
- Gruppo internazionale: R.E.M.
- Outstanding contribution: Rod Stewart